# 砥上剛
砥上 剛（とがみ つよし、1952年12月13日 - ）は、日本の実業家。加地テック元代表取締役社長。福岡県出身。

## 略歴
- 1975年3月 西南学院大学商学部卒業
- 1975年4月 丸紅入社
- 2003年4月 アセットマネジメント部長
- 2004年4月 プラント・船舶部門長補佐
- 2005年4月 電力・プラント部門長補佐
- 2006年4月 ベトナム総代表
- 2012年4月 丸紅退職
- 2012年4月 加地テック入社 顧問
- 2012年6月 専務取締役東京支社・大阪支店担当役員
- 2013年4月 代表取締役社長
- 2015年6月 取締役会長